# Norah, amiga
Norah, amiga es el capítulo dieciséis de la primera temporada de la serie de televisión argentina Mujeres asesinas. Este episodio se estrenó el día 1 de noviembre de 2005.
Este episodio fue protagonizado por Romina Gaetani en el papel de asesina. Coprotagonizado por Carla Peterson y Federico Olivera. También, contó con la actuación especial de Floria Bloise. Y la participación de Fabián Arenillas.

## Desarrollo

### Trama
Norah (Romina Gaetani) y Analía (Carla Peterson) son pareja y ambas son felices con la relación y el amor que tienen. Sin embargo, a medida que pasa el tiempo y que comienzan a hablar de temas específicos como tener hijos, casamiento, entre otras cosas, Analía comienza a asustarse. Ella teme no encontrar en una mujer la familia perfecta. Es por eso que comienza a alejarse de Norah. Norah no puede entenderlo, pero Analía ya está decidida, sin importarle el amor que se tienen. En ese lapso Analía conoce a un arquitecto: Gabriel (Federico Olivera), y ambos comienzan a estar juntos hasta el punto de empezar a convivir y decidir tener un hijo. Analía por su parte no quiere alejarse de Norah, quiere que sean amigas, pero Norah la quería como pareja. Gabriel sólo piensa que entre ambas hay una amistad. Analía la sigue buscando y un día Norah no aguanta más: con una gran cantidad de pastillas que saca de la farmacia en la que trabaja, hace una torta. Norah es invitada a cenar a la casa de Analía y Gabriel, les ofrece comer el postre, los dos lo comen y poco a poco los sedantes van haciendo efecto, Gabriel se queda dormido pero Analia está consciente. Norah intenta convencerla de seguir juntas y tener ese hijo como suyo pero Analia solo grita el nombre de él, Norah despechada la golpea con un reloj y esta queda tirada en el suelo. Finalmente abre la cavidad del gas y los dos mueren asfixiados.

### Condena
Norah H. confesó su culpabilidad apenas la policía la detuvo en su domicilio. Estaba preparándose para abandonar el país.
El embarazo de la víctima fue considerado un agravante. Fue condenada a 15 años de prisión.

## Elenco
- Romina Gaetani
- Carla Peterson
- Federico Olivera
- Fabián Arenillas
- Floria Bloise

## Adaptaciones
- Mujeres asesinas (Colombia): Rosario, la amiga - Marisol Romero